# Kill List
Kill List s una pel·lícula britànica de terror psicològic del 2011 dirigida per Ben Wheatley, co-escrita i coeditada amb Amy Jump, i protagonitzada per Neil Maskell, MyAnna Buring i Michael Smiley. A la pel·lícula, un soldat britànic s'uneix a un vell amic per treballar com a assassins per contracte. Els seus passats pertorbats surten a la superfície mentre es descontrola durant les feines i els empresaris nefasts augmenten les apostes.

## Argument
Jay i Gal són dos antics soldats britànics convertits en sicaris. Mentre Gal està relaxat, en Jay encara està pendent d'una missió de desastre no especificada a Kíev. Malgrat les instàncies de la seva dona Shel, en Jay no ha obtingut la plena ocupació, fins al punt que estan arruïnats econòmicament.
La Shel organitza un sopar al qual convida la Gal i la seva darrera xicota, la Fiona, una gerent de recursos humans. Durant la nit, Gal revela que té una nova feina per a ells, que Shel l'anima a prendre. Mentrestant, la Fiona va al lavabo, talla un símbol a la part posterior del mirall del bany i agafa un mocador que en Jay havia utilitzat per netejar-se la sang després d'un accident d'afaitar. Jay accepta la feina, i els dos es troben amb el client fosc, que té una llista de tres persones que vol assassinar. L'empresari talla inesperadament la mà d'en Jay i la seva, de manera que el contracte es signa efectivament amb sang.
El seu primer objectiu, subtitulat com "The Priest", sembla reconèixer en Jay i li agraeix just abans de ser assassinat. El segon nom de la llista, "The Librarian", és un arxiver que guarda una col·lecció de vídeos horripilants i desagradables de naturalesa no revelada. En veure els vídeos, Jay reseta profundament pertorbat i trenca a plorar. Enfrontant-se a l'arxiver a casa seva, un Jay enfurismat li pega sense sentit i el tortura perquè identifiqui els noms de les persones que van crear els vídeos. Mentre Gal va a assaltar la caixa forta, l'arxiver agraeix a Jay, que procedeix a colpejar-lo salvatgement fins a la mort amb un martell. En Jay insisteix a perseguir i matar els col·laboradors de l'arxiver, i mentre en Gal mira els seus fitxers, troba una carpeta sobre ell i en Jay, que inclou detalls de la seva missió a Kíev. Tot i que no el reconeixen, l'arxiu inclou el símbol que la Fiona va tallar al mirall de Jay.
A la insistència d'en Jay, Gal condueix a la ubicació dels creadors dels vídeos malaltissos, on Jay els assassina a tots d'una manera horrible.
Gal informa en Jay que, mentre atacava la caixa forta a la casa del segon objectiu, va agafar prou diners per cobrir la suma total que rebrien pel contracte. La parella decideix abandonar el contracte i tornar a casa. Quan la seva mà tallada s'infecta, Jay visita el seu metge, només per descobrir que el seu metge habitual ha estat substituït per un altre home que només li donarà consells críptics. Jay i Gal tornen al seu client i s'ofereixen a trobar substituts per matar el cognom de la llista. El client es nega i diu que tant els sicaris com les seves famílies seran assassinats si no completen el contracte com van acordar. Shel porta el seu fill Sam a la casa de camp de la família perquè es guardi mentre Jay i Gal tornen a treballar.
La seva nota final, "The MP", és un Membre del Parlament que viu en una mansió. Mentre observen la casa, la parella assisteix a una estranya cerimònia al bosc que culmina amb un sacrifici humà. Jay obre foc amb un rifle d'assalt i el líder de la cerimònia es presenta perquè en Jay l'executi. Mata el líder i diversos cultistes abans que els membres emmascarats restants persegueixen els sicaris fins a un complex subterrani. Capturen i desentranyen Gal, forçant Jay a matar-lo per misericòrdia. Sorgint dels túnels, en Jay fuig a la casa de la família i es troba amb la Shel. Quan surt, descobreix que els pneumàtics dels seus cotxes han estat tallats i s'han col·locat torxes enceses al voltant del camp proper. Jay intenta localitzar els seus atacants, però queda inconscient. Dins de la cabana, Shel s'arma i dispara a diversos invasors.
Jay es desperta al camp envoltat dels cultistes, que el despullen i li posen una màscara a la cara. S'enfronta a la seva última víctima, "The Hunchback", una persona emmascarada i amb una capa armada amb un ganivet. Després d'una baralla brutal amb ganivets, en Jay triomfa, només per descobrir que el Geperut era la seva dona amb Sam lligat a l'esquena. La Shel riu mentre mor. Els cultistes aplaudeixen i es treuen les màscares, revelant la Fiona, el client i l'home de l'oficina del metge entre els seus números. Jay és llavors coronat pels cultistes.

## Repartiment
- Neil Maskell com a Jay
- Michael Smiley com a Gal
- MyAnna Buring com a Shel
- Emma Fryer com a Fiona
- Harry Simpson com a Sam
- Struan Rodger com el client
- Ben Crompton com a Justin
- Robin Hill com Stuart
- Gareth Tunley com el sacerdot
- Mark Kempner com a El bibliotecari
- James Nickerson com a MP
- Robert Hill com a gran sacerdot
- Alice Lowe com a reportera de ràdio
- Steve Oram com a reporter de ràdio

## Producció
Després de fer Down Terrace, Wheatley va voler utilitzar les lliçons apreses per fer una pel·lícula de terror. El tractament original era un híbrid dels estils i temes de Get Carter i H. P. Lovecraft que s'havia de rodar a les Filipines. El rodatge va tenir lloc durant 18 dies. Wheatley va ser influenciat per Stanley Kubrick ja que primer va intentar trobar imatges i després va teixir la trama al seu voltant. En cada escena, van rodar una presa utilitzant el guió i després van parafrasejar i improvisar. Els actors també van elaborar històries posteriors per als seus personatges mitjançant la improvisació. El guió era molt més explícit en els seus temes i idees, però Wheatley va editar la pel·lícula per formar una història més ambigua i minimalista. Mantenint al·lusions a aquestes escenes, volia donar als espectadors la informació suficient per formar la seva pròpia interpretació. A Wheatley no li agradava l'exposició, així que va decidir evitar-la. En canvi, es va centrar en les seves pròpies pors: malsons que va tenir de petit i desharmonies domèstiques. Els temes inclouen la desolació suburbana, l'homogeneïtat i mostrar als sicaris com a assassins violents. Wheatley també ha volgut destacar esdeveniments actuals: guerres impopulars, recessió i erosió del contracte social.
La història de la pel·lícula prové parcialment d'idees de càsting, i Wheatley va escriure específicament la part de Jay per a Neil Maskell, amb qui havia treballat anteriorment en una sèrie de televisió. Wheatley sempre va tenir un pla per al final i s'assegurava que la història fos lògicament coherent, tot i que afirma que hi ha múltiples interpretacions possibles i que el culte en si segueix fent més por quan els seus motius i antecedents estan envoltats de misteri. Wheatley afirma que els cultistes són una elecció popular d'antagonistes perquè la gent està inquieta pel món i sent una manca de control i comprensió; els polítics i els banquers que controlen les seves vides semblen inescrutables. El símbol del culte va ser dissenyat per Wheatley, qui més tard va reconèixer la influència de The Blair Witch Project. A Wheatley li preocupava que la gent li pogués cridar per les seves similituds, però es va sorprendre de trobar gent que el comparava amb un símbol de Harry Potter i les relíquies de la mort, amb el qual no està familiaritzat. L'escena més violenta de la pel·lícula, l'assassinat amb martell, es va produir quan Wheatley es va sorprendre per la violència impactant a L'orfenat, que havia suposat que seria subtil. Wheatley va afirmar que aquest gir cap a l'horror violent a L'orfenat va fer que la resta de la pel·lícula fos impredictible; volia una imprevisibilitat semblant a la seva pròpia pel·lícula, de manera que els espectadors mai estiguessin segurs de si la pel·lícula seria subtil o explícita.
La cançó "It Could Have Been Better", utilitzada a la pel·lícula, és interpretada per Joan Armatrading. Va ser escrit per Armatrading i Pam Nestor i és de l'àlbum de 1972 Whatever's for Us.

## Estrena
L'estrena nord-americana de la pel·lícula va ser el 12 de març de 2011 al SXSW a Austin. Es va estrenar als cinemes del Regne Unit el 2 de setembre de 2011. IFC Films va portar la pel·lícula en vídeo sota demanda el 4 de gener de 2012 i va rebre un estrena al cinema als Estats Units el 3 de febrer 2012. Va ser llançat en vídeo domèstic al Regne Unit el 26 de desembre de 2011 i el 14 d'agost de 2012 als EUA.

## Recepció
Rotten Tomatoes, un agregador de ressenyes, informa que el 77% dels 87 crítics enquestats van donar a la pel·lícula una crítica positiva, i la valoració mitjana va ser de 7,1/10; el consens és: "Kill List és un thriller criminal de gravació lenta executat per experts que prospera amb la tensió abans de transformar-se en un horror visceral." Metacritic va puntuar la pel·lícula amb 67/100 basant-se en 22 ressenyes.
Total Film va puntuar la pel·lícula amb 5/5 estrelles i va dir que, a més de ser una pel·lícula de terror, era "també una pel·lícula de misteri, una pel·lícula de carrer i un riff grotesc sobre la llegenda d'Artur, i està influenciat tant per John Cassavetes, Alan Clarke i Ken Loach com Witchfinder General , The Wicker Man i The Blood on Satan's Claw abans de concloure que "[a ]diàlegs autèntics, actuacions a la perfecció i imatges seductores i escandaloses van incloure una pel·lícula divertida i desolada, tendra i cruel, seriosa i "allà fora" L'horror britànic poques vegades ha arribat a aquestes altures des de mitjans dels anys 70." Peter Bradshaw va revisar la pel·lícula per a The Guardian i la va comparar amb The Wicker Man i The Blair Witch Project, però també va dir que Kill List "sovint sembla una pel·lícula de Lynne Ramsay o fins i tot de Lucrecia Martel, composta en un estil realista d'art sense presses que es preocupa per capturar la textura, l'estat d'ànim i el moment", concloent que "[fins] pel que fa al terror britànic ara mateix, Kill List és pràcticament el millor de la gamma". Mark Kermode va revisar el llançament en DVD de The Observer i va afirmar que "[l]el resultat final és una de les pel·lícules més inquietants de l'any, un exercici despietat de manipulació del públic que posarà fins i tot el els fanàtics del gènere més endurits a través del destrossador emocional" i més tard la va anomenar una de les seves pel·lícules preferides del 2011. Philip French de The Observer va anomenar la pel·lícula un "thriller atrevit i misteriós que comença en un mode genèric i salta, o modula, en un altre". Tom Huddleston de Time Out London va puntuar la pel·lícula amb 5/5 estrelles i la va comparar amb el treball de Shane Meadows. Huddleston va qualificar la pel·lícula d'"eficaç per als nervis" i va predir que la pel·lícula ocuparia el primer lloc de les pel·lícules britàniques.
Kill List també va rebre crítiques positives als Estats Units. John DeFore de The Hollywood Reporter la va anomenar una "pel·lícula criminal profundament nerviosa i sagnant [que] manté una tensió perfectament calibrada abans de llançar una bomba que serà massa per a alguns espectadors". Andrew Barker de Variety la va anomenar un "thriller enginyós i actuat amb sensibilitat". Roger Ebert la va puntuar amb 3/4 estrelles i la va qualificar de "desconcertant i ximple, amarada de sang i no avorrida". David Harley de Bloody Disgusting la va puntuar amb 4/5 estrelles i la va qualificar de "una delícia atmosfèrica, amb actuacions increïblement intenses de Maskell i Smiley", i un final desconcertat que desconcertarà fins i tot als fans del gènere més endurits". Escrivint per a Dread Central, Jason Jenkins va puntuar la pel·lícula amb 4,5/5 estrelles i la va col·locar a la seva llista personal de deu millors de l'any, mentre que Gareth Jones la va puntuar amb 3,5/5 estrelles i la va anomenar "un thriller impecablement elaborat" que és frustrant per la seva manca de respostes. Jeannette Catsoulis de The New York Times va qualificar la trama de "poc cuita i una mica desconcertant", però va escriure: "[Q]uan l'argument s'acosta a la bogeria, i els personatges segueixen el seu exemple, aquest somni de febre brutal es nega a desfer-se".
Owen Gleiberman de Entertainment Weekly la va qualificar de C i la va comparar negativament amb les seves influències, Scott Tobias de NPR la va comparar amb la tendència de Lost a crear misteris i deixar-los sense explicació.
El 2015, la pel·lícula es va incloure a les 50 millors pel·lícules de The Guardian de la mitja dècada.
The A.V. Club el va classificar al número 18 de les seves 25 millors pel·lícules de terror des de l'any 2000.

## Premis
Kill List va rebre diverses nominacions als Premis British Independent Film de 2011 i en va guanyar una:
- Guanyador: "Millor actor secundari" per a Michael Smiley
- Nominada: "Millor èxit en producció"
- Nominat: "Millor actor" per a Neil Maskell
- Nominada: "Millor actriu" per MyAnna Buring
- Nominat: "Millor director" per Ben Wheatley
- Nominada: "Millor guió" per a Ben Wheatley i Amy Jump
- Nominada: "London Critics Circle Film Awards" pel·lícula britànica de l'any
- Nominat: "London Critics Circle Film Awards" Actor secundari de l'any per Michael Smiley[34]

Al XLIV Festival Internacional de Cinema Fantàstic de Catalunya va guanyar el Premi Méliès d'argent
al millor llargmetratge.